# These Are Special Times
These Are Special Times (en español:Estos son tiempos especiales) es el octavo álbum de la cantante canadiense Celine Dion. Fue lanzado el 30 de octubre de 1998 a través de la discográfica Sony Music Entertainment, este álbum contiene canciones navideñas. Dion trabajó con David Foster y Ric Wake, quienes produjeron la mayor parte del álbum. Los otros productores son R. Kelly y Bryan Adams.
These Are Special Times fue lanzado después de Falling into You (1996) y Let's Talk About Love (1997). Este álbum tiene dos sencillos de promoción: «I'm Your Angel» y «The Prayer». These Are Special Times logró vender 5,170,000 a partir del 9 de octubre de 2011 de acuerdo con el sistema Nielsen SoundScan.

## Lista de canciones
| N.º | Título                                               | Escritor(es)                                             | Producer(s)                  | Duración |  |
| 1.  | «O Holy Night»                                       | Adolphe Adam / Placide Cappeau / John Sullivan Dwight    | David Foster                 | 5:21     |  |
| 2.  | «Don't Save It All for Christmas Day»                | Peter Zizzo / Ric Wake / Celine Dion                     | Ric Wake                     | 4:37     |  |
| 3.  | «Blue Christmas»                                     | Jay Johnson / Bill Hayes                                 | David Foster                 | 3:48     |  |
| 4.  | «Another Year Has Gone By»                           | Bryan Adams / Eliot Kennedy                              | Brian Adams                  | 3:24     |  |
| 5.  | «The Magic of Christmas Day» (God Bless Us Everyone) | Dee Snider                                               | Ric Wake                     | 4:17     |  |
| 6.  | «Ave María»                                          | Franz Schubert                                           | David Foster                 | 4:55     |  |
| 7.  | «Adeste Fideles»                                     | Dominio público                                          | David Foster                 | 4:43     |  |
| 8.  | «The Christmas Song»                                 | Mel Tormé, Robert Wells                                  | David Foster                 | 4:13     |  |
| 9.  | «The Prayer» (Dueto con Andrea Bocelli)              | Foster / Carole Bayer Sager / Alberto Testa / Tony Renis | Foster / Renis / Bayer Sager | 4:29     |  |
| 10. | «Brahms' Lullaby»                                    | Johannes Brahms                                          | David Foster                 | 3:32     |  |
| 11. | «Christmas Eve»                                      | Maria Christensen / Curtis Frasca                        | Ric Wake                     | 4:16     |  |
| 12. | «These Are the Special Times»                        | Diane Warren                                             | David Foster                 | 4:08     |  |
| 13. | «Happy Xmas (War Is Over)»                           | John Lennon / Yoko Ono                                   | Ric Wake                     | 4:14     |  |
| 14. | «I'm Your Angel» (Dueto con R. Kelly)                | R. Kelly                                                 | R. Kelly                     | 5:31     |  |
| 15. | «Feliz Navidad»                                      | José Feliciano                                           | Wake / Humberto Gatica       | 3:40     |  |
| 16. | «Les cloches du hameau»                              | Albert Larrieu                                           | Ric Wake                     | 3:10     |  |

### Canción extra de la versión japonesa
| Canción extra en la versión japonesa |                                     |                              |                            |          |  |
| N.º                                  | Título                              | Escritor(es)                 | Productores                | Duración |  |
| 17.                                  | «My Heart Will Go On» (No Lead Vox) | James Horner / Will Jennings | Walter Afanasieff / Horner | 4:40     |  |

### Contenido extra del DVD de colección del 2007
| Collector's Edition bonus DVD (2007) |                                                                                 |                                                                      |          |  |
| N.º                                  | Título                                                                          | Escritor(es)                                                         | Duración |  |
| 1.                                   | «The Power of Love»                                                             | Candy DeRouge / Gunther Mende / Mary Susan Applegate / Jennifer Rush |          |  |
| 2.                                   | «Do You Hear What I Hear?» (Dueto con Rosie O'Donnell)                          | Noël Regney / Gloria Shayne Baker                                    |          |  |
| 3.                                   | «O Holy Night»                                                                  | Adolphe Adam / Placide Cappeau / John Sullivan Dwight                |          |  |
| 4.                                   | «Because You Loved Me»                                                          | Warren                                                               |          |  |
| 5.                                   | «Let's Talk About Love»                                                         | Adams / Jean-Jacques Goldman / Kennedy                               |          |  |
| 6.                                   | «The First Time Ever I Saw Your Face»                                           | Ewan MacColl                                                         |          |  |
| 7.                                   | «My Heart Will Go On»                                                           | Horner / Jennings                                                    |          |  |
| 8.                                   | «The Prayer» (Dueto con Andrea Bocelli)                                         | Bayer Sager / Foster / Testa / Renis                                 |          |  |
| 9.                                   | «Ave Maria» (Interpretada por Andrea Bocelli)                                   | Pietro Mascagni                                                      |          |  |
| 10.                                  | «Créditos finales» (incluyendo «Feliz Navidad» y «These Are the Special Times») | Feliciano / Warren                                                   |          |  |

## Productores
- Bryan Adams
- David Foster
- Humberto Gatica
- R. Kelly
- Tony Renis
- Carole Bayer Sager
- Ric Wake

## Listas

### Listas semanales
| País           | Lista (1998)                                   | Máxima posición |
| -------------- | ---------------------------------------------- | --------------- |
| Alemania       | Media Control Charts                           | 3.º             |
| Australia      | ARIA Charts                                    | 6.º             |
| Austria        | Ö3 Austria Top 40                              | 2.º             |
| Bélgica        | Ultratop 40                                    | 16.º            |
| Bélgica        | Ultratop 60                                    | 12.º            |
| Canadá         | Canadian Albums Chart                          | 1.º             |
| Dinamarca      | Tracklisten                                    | 6.º             |
| Estados Unidos | Billboard 200                                  | 2.º             |
| Estados Unidos | Billboard charts\|Billboard Top Holiday Albums | 1.º             |
| Finlandia      | Suomen virallinen lista                        | 4.º             |
| Francia        | SNEP                                           | 23.º            |
| Hungría        | Hungarian Albums Chart                         | 14.º            |
| Italia         | FIMI                                           | 7.º             |
| Japón          | Oricon                                         | 4.º             |
| Malasia        | Malaysian Albums Chart                         | 6.º             |
| Nueva Zelanda  | RIANZ Albums Chart                             | 4.º             |
| Noruega        | VG-lista Top 60                                | 1.º             |
| Países Bajos   | Megacharts Top 100                             | 3.º             |
| Reino Unido    | UK Albums Chart                                | 20.º            |
| Suecia         | Sverigetopplistan Top 60                       | 3.º             |
| Suiza          | Schweizer Hitparade Top 100                    | 1.º             |
| Unión Europea  | European Albums Chart                          | 3.º             |
| País           | Lista (1999)                                   | Máxima posición |
| Estados Unidos | Billboard Top Pop Catalog Albums               | 1.º             |

### Fin de año
| País           | Lista (1998)                     | Máxima posición |
| -------------- | -------------------------------- | --------------- |
| Australia      | ARIA Charts                      | 45.º            |
| Bélgica        | Flanders Albums Chart            | 56.º            |
| Bélgica        | Wallonia Albums Chart            | 64.º            |
| Canadá         | Canadian Albums Chart            | 35.º            |
| Países Bajos   | MegaCharts                       | 85.º            |
| Suiza          | Schweizer Hitparade              | 21.º            |
| País           | Lista (1999)                     | Máxima posición |
| Países Bajos   | MegaCharts                       | 80.º            |
| País           | Lista (2000)                     | Máxima posición |
| Estados Unidos | Billboard Top Pop Catalog Albums | 3.º             |
| Finlandia      | Suomen virallinen lista          | 70.º            |
| País           | Lista (2001)                     | Máxima posición |
| Estados Unidos | Billboard Top Pop Catalog Albums | 24.º            |
| País           | Lista (2002)                     | Máxima posición |
| Estados Unidos | Billboard Top Pop Catalog Albums | 32.º            |
| País           | Lista (2003)                     | Máxima posición |
| Estados Unidos | Billboard Top Pop Catalog Albums | 36.º            |
| País           | Lista (2004)                     | Máxima posición |
| Estados Unidos | Billboard Top Pop Catalog Albums | 45.º            |
| País           | Lista (2008)                     | Máxima posición |
| Estados Unidos | Billboard Top Pop Catalog Albums | 41.º            |

## Certificaciones
| País           | Certificación |
| -------------- | ------------- |
| Alemania       | Oro           |
| Australia      | 2× Platino    |
| Austria        | Platino       |
| Bélgica        | Platino       |
| Canadá         | Diamante      |
| Estados Unidos | 5× Platino    |
| Finlandia      | Oro           |
| Japón          | 2× Platino    |
| Nueva Zelanda  | 2× Platino    |
| Noruega        | 2× Platino    |
| Países Bajos   | Oro           |
| Reino Unido    | Oro           |
| Suecia         | Platino       |
| Suiza          | 2× Platino    |
| Unión Europea  | Platino       |